# 坑木
坑木（こうぼく）は、鉱山の坑道において地盤の支持（支保）材に使用された木材。

## 概要
坑木は部材ごとに天井を支える梁もしくは笠木、梁を支える枠脚、枠脚の裏込めとなる成木からなる。梁と枠脚の太さは末口径18-25cm、長さは2-3mで揃えられた。坑木の樹種は、北海道の炭鉱ではエゾマツ、トドマツ、カラマツのほか広葉樹、本州ではマツなどが加わる。坑道は入気抗と排気抗に大別できるが、排気抗は温度と湿度が高くなるため早いものでは3-6ヶ月で腐食するため、高い頻度で交換された。
大規模な鉱山、炭鉱になると坑木が慢性的に不足した。足尾銅山では、周辺の森林を燃料や坑木に使用する目的で伐採したため、はげ山（荒廃地）が形成される原因の一つとなった。また、周囲の森林を利用できない地域では、やせ地でも成長が早く材質が硬いニセアカシアを植林したほか、鉄道などで遠隔地から坑木を輸送して取り寄せた。炭鉱に近くには、坑木を積み下ろすための施設を有する駅もあった（例：雄別炭山駅など）。